# Polyosma crassifolia
Polyosma crassifolia är en tvåhjärtbladig växtart som beskrevs av Kanehira och Hatusima. Polyosma crassifolia ingår i släktet Polyosma och familjen Escalloniaceae. Inga underarter finns listade i Catalogue of Life.